# Kordiljärernas administrativa region

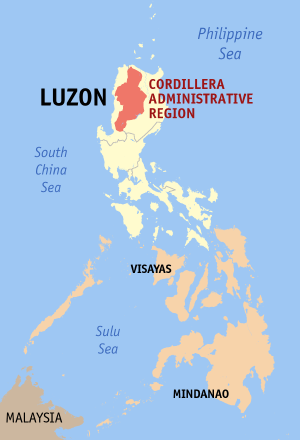
Kordiljärernas administrativa regions läge.

Kordiljärernas administrativa region (engelska: Cordillera Administrative Region, eller CAR) består av större delen av Filippinernas största bergskedja Centralkordiljären på ön Luzon i nordligaste delen av landet. Den har 1 559 500 invånare (2006) och en yta på 18 294 km².
Regionen omfattar de sex provinserna Abra, Apayao, Benguet, Ifugao, Kalinga och Bergsprovinsen (Mountain Province). Baguio City är regionhuvudstad.
I regionen bor flera olika stammar av ursprungsbefolkning vilka tillsammans brukar kallas för igorot. Bland språk som talas märks ilokano, kalinga och kankanai.